# Nghệ thuật pixel

Một quả táo trong nghệ thuật pixel

Nghệ thuật pixel hay nghệ thuật điểm ảnh là một dạng nghệ thuật kĩ thuật số, được tạo ra thông qua phần mềm, nơi mà hình ảnh được chỉnh sửa ở cấp độ pixel. Tính thẩm mĩ cho loại đồ họa này đến từ các máy tính 8 bit, 16 bit và máy chơi trò chơi điện tử video, cũng như các hệ thống hạn chế khác chẳng hạn như máy tính vẽ đồ thị. Trong hầu hết các nghệ thuật pixel, bảng màu được sử dụng có kích thước cực kì hạn chế, một số nghệ thuật pixel chỉ sử dụng hai màu.
Việc tạo hoặc sửa đổi các nhân vật hay đối tượng nghệ thuật pixel cho trò chơi điện tử đôi khi được gọi là spriting, một thuật ngữ xuất phát từ cộng đồng những người có sở thích. Thuật ngữ này có thể xuất phát từ thuật ngữ sprite, một thuật ngữ được sử dụng trong đồ họa máy tính để mô tả một bitmap hai chiều được sử dụng song song với các bitmap khác nhằm tạo ra cảnh lớn hơn.

## Lịch sử
Một số bản sao sớm nhất của nghệ thuật pixel hiện đại có thể được tìm thấy trong các màn hình quảng cáo điện tử của Thành phố New York vào đầu thế kỷ 20, với các màn hình ma trận bóng đèn đơn sắc đơn giản tồn tại vào khoảng năm 1937. Nghệ thuật pixel như được biết đến ngày nay phần lớn bắt nguồn từ trò chơi video cổ điển, đặc biệt là các trò chơi arcade như Space Invaders (1978) và Pac-Man (1980), những máy chơi trò chơi điện tử video 8-bit như Nintendo Entertainment System (1983) và Sega Master System (1985).
Thuật ngữ pixel art được Adele Goldberg và Robert Flegal thuộc Trung tâm Nghiên cứu Xerox Palo Alto công bố lần đầu tiên vào năm 1982. Tuy nhiên, khái niệm này đã có từ khoảng 11 năm trước đó, ví dụ như trong hệ thống SuperPaint của Richard Shoup vào năm 1972, cũng tại Xerox PARC.
Một số hình thức nghệ thuật truyền thống, chẳng hạn như thêu đếm sợi (bao gồm cả thêu chữ thập) cùng một số loại khảm và cườm, rất giống với nghệ thuật pixel. Những hình thức nghệ thuật này cũng tạo ra tranh từ các đơn vị màu nhỏ, tương tự như các pixel của máy tính kĩ thuật số hiện đại. Một khái niệm tương tự trên quy mô lớn hơn nhiều có thể thấy trong Lễ hội Arirang của Bắc Triều Tiên.

### Thời kì vàng
Trong suốt những năm 1990, tính phổ cập, sẵn có rộng rãi của trò chơi điện tử và sự tiến bộ trong kĩ thuật thao tác pixel cho phép các nhà thiết kế đồ họa có thể làm việc chuyên về đồ họa máy tính. Chúng hoạt động trong những hạn chế của công nghệ thời đó, chẳng hạn như kích thước tệp và bảng màu còn nhỏ, phần lớn mang tính thay thế "nghệ thuật lập trình viên" của thập kỉ trước. Những nhà thiết kế đồ họa này có thể coi là một trong những ví dụ sớm nhất về hoạ sĩ pixel chuyên nghiệp.

#### Các kĩ thuật mới và phương pháp hay nhất
Một loạt các kĩ thuật tiêu chuẩn và phương pháp hay nhất đã xuất hiện một cách tự nhiên, cùng với sự xuất hiện của những nhà thiết kế, nhằm đạt được sự thể hiện rõ ràng các hình ảnh và kí tự, tối đa hóa khả năng nhìn hiểu của chúng, bất chấp lượng tài nguyên tối thiểu có sẵn trên màn hình. Điều này bao gồm nhiều thứ ảo ảnh quang học và thủ thuật thông minh, chẳng hạn như (không theo thứ tự cụ thể):

###### Kỹ thuật hình ảnh
- Vị trí cẩn thận của các pixel tránh các cạnh răng cưa, nhằm biểu thị các nét cung, đường tròn và đường cong cho trực quan hơn.

```
Đường cong có và không có răng cưa

```

- Sử dụng các sắc độ màu sáng hơn trong các phần đường nét, nhằm làm cho nó trông mỏng hơn, hoặc sử dụng các pixel sáng màu hơn xung quanh các đường chéo để chống lại tác động giống như màn hình arcade kiểu cũ.

```

```

```
Pixel sáng màu hơn được dùng để làm cho các đường chéo trông dày hơn.

```

- Khử răng cưa được vẽ bằng tay, được dùng để làm mềm các cạnh hoặc hợp nhất các cụm pixel một cách trực quan.

```
Một ví dụ về khử răng cưa trong một đường cong

```

```
Một ví dụ về khử răng cưa giữa các hình khối

```

- Khi kẻ một đường thẳng ở một góc (Không thẳng), có một ưu tiên cho các đường pixel không răng cưa, có được nhờ sự lặp lại của một dãy pixel không đổi. Ví dụ: sự lặp lại pixel 1:1 trong đường chéo dẫn đến đường góc 45°, trong khi lặp lại pixel 1:2 trong đường chéo dẫn đến góc 26,57°. Bất cứ thứ gì ở giữa là không thể nếu không có các đường răng cưa hoặc cần phải khử răng cưa. Một số trò chơi điện tử đã sử dụng các dòng lặp lại 3 hoặc thậm chí 4 pixel nhằm cách điệu.

```
Tỉ lệ 1:1 với tỉ lệ 1:2

```

- Cũng không thể đạt được góc chiếu đẳng áp 30° truyền thống mà không có sự xuất hiện của các đường răng cưa, vì vậy hầu hết các trò chơi pixel sử dụng tỷ lệ 1:2 để thay thế, phổ biến bởi các tựa game như Zaxxon và Q*bert sớm nhất vào năm 1982 (tiếp theo là một loạt các tựa game cụ thể sử dụng cùng một kĩ thuật giả đẳng áp kể từ năm 1983, cho đến khi nó được áp dụng một cách có hệ thống trong nghệ thuật đẳng tích điểm ảnh mới vào những năm 2000 và 2010, chủ yếu được chọn để cách điệu vì với đồ họa có độ phân giải cao hơn.

```
Góc 30° so với tỷ lệ 1:2 (góc 26,57°)

```

##### Các kĩ thuật và phát triển công nghệ khác
- Chu kì màu (Còn được gọi là chuyển đổi bảng màu), là một kĩ thuật được sử dụng trong đồ họa máy tính, trong đó màu sắc được thay đổi để tạo ấn tượng của hoạt ảnh. Kĩ thuật này chủ yếu được sử dụng trong các trò chơi máy tính thời kì đầu, vì việc lưu trữ một hình ảnh và thay đổi bảng màu của nó cần ít bộ nhớ và sức mạnh bộ xử lí hơn so với việc lưu trữ hoạt ảnh dưới dạng nhiều khung hình.
- Việc xây dựng các masks (mặt nạ), trong đó một mã màu cụ thể được xác định để đọc là trong suốt và được sử dụng trên nền của các sprite sheet (Thường là tím, đỏ tươi, đỏ, xanh lá cây, xanh lam hoặc lục lam), cuối cùng đã được thay thế bằng các hệ thống trong suốt gần đây nhất hiển thị "khoảng trống" được đánh dấu màu xám động trong các khu vực được xác định là trong suốt. Một số phần mềm vẫn sử dụng phương pháp hiển thị trước đó, chẳng hạn như Graphics Gale.
- Việc nhóm các khối hình ảnh có kích thước cố định trong các sprite sheet và tập hợp ô (các tệp đơn chứa nhiều nội dung hoặc lặp lại), cho phép nhân rộng các màn hình nền và làm cho quy trình làm việc dễ dàng hơn.
- Giảm kích thước tệp (số lượng mặt phẳng màu có giới hạn, đồ họa phản chiếu, bộ nhớ được tối ưu hóa bằng giải nén trong trò chơi, phân biệt giữa các định dạng mất dữ liệu và không mất dữ liệu, v.v.);
- Giải quyết các quy ước về vị trí của các menu, công cụ và điều khiển trong trình chỉnh sửa đồ họa.
- Sự chuyên môn hóa trong các nhóm phát triển (nhà viết kịch bản, nhà thiết kế, lập trình viên, nhà thiết kế đồ họa, nhạc sĩ, v.v.).

Khi đề cập đến vẽ vời một cách cụ thể, tất cả các công nghệ mới này đều cho phép người hoạ sĩ tiếp cận tốt hơn các vấn đề nảy sinh một cách tự nhiên với nghệ thuật pixel. Ví dụ: Nếu một hoạ sĩ muốn thể hiện khuôn mặt của nhân vật trong một hình vuông có chiều rộng dưới 10 pixel, thì nên sử dụng bao nhiêu pixel để thể hiện phần miệng, tai hoặc mũi? Thậm chí nên thể hiện toàn bộ các yếu tố này hay là để lại một số chúng cho trí tưởng tượng của người xem?
Việc trả lời những câu hỏi này cho mỗi dự án nghệ thuật pixel trở nên dễ dàng hơn khi công nghệ phát triển và khi các phương pháp hay nhất được đặt ra, nhưng chúng vẫn yêu cầu sự hiểu biết "Nghệ thuật" về phương tiện khi đặt mỗi pixel.

## Định nghĩa
Mặc dù có định nghĩa không cụ thể, nhưng phần lớn các họa sĩ pixel đều đồng ý rằng: một hình ảnh được phân loại là nghệ thuật pixel khi mà người họa sĩ có thể thao tác nó với sự kiểm soát có chủ ý đối với vị trí của từng pixel riêng lẻ. Khi thiết kế có chủ đích theo cách này, việc thay đổi vị trí của một vài pixel cũng có thể gây ảnh hưởng mạnh đến hình ảnh. Hầu hết các họa sĩ pixel không coi những hình ảnh mà áp dụng vài bộ lọc khiến nó trông giống như nghệ thuật pixel, bởi các pixel tạo nên hình ảnh ấy không được chính các họa sĩ đặt vào và thường cũng không quan trọng đối với bức tranh lớn hơn.
Một đặc điểm chung trong nghệ thuật pixel là số lượng màu tổng thể trong hình ảnh rất thấp. Nghệ thuật pixel như một phương tiện bắt chước rất nhiều đặc điểm trong đồ họa trò chơi điện tử kiểu cũ, được hiển thị bởi những cỗ máy chỉ có khả năng xuất ra một số lượng màu hạn chế cùng một lúc. Ngoài ra, nhiều họa sĩ pixel cho rằng, trong hầu hết các trường hợp, việc sử dụng quá nhiều màu sắc, đặc biệt là khi chúng giống nhau về giá trị là không cần thiết và còn làm giảm độ sạch tổng thể của hình ảnh, khiến hình ảnh trông lộn xộn. Nhiều họa sĩ pixel có kinh nghiệm đều không sử dụng nhiều màu sắc quá mức cần thiết.

Một sinh vật ngoài hành tinh trong Space Invaders bằng pixel

### Kĩ thuật
Các bản vẽ thông thường đều bắt đầu với cái được gọi là nghệ thuật đường nét, là những đường nét cơ sở xác định các nhân vật, tòa nhà hoặc bất cứ thứ gì khác mà người họa sĩ định vẽ. Các đường thẳng được trace qua các bản vẽ đã được quét và thường được chia sẻ giữa các họa sĩ pixel khác. Các kĩ thuật khác tương tự như hội họa cũng tồn tại. Về mặt nghệ thuật vẽ đường, các đường thẳng rất dễ thực hiện, tuy nhiên các đường chéo và đường cong thì khó hơn. Daniel Silber khuyến nghị sử dụng các nét có đường kính chỉ một pixel.

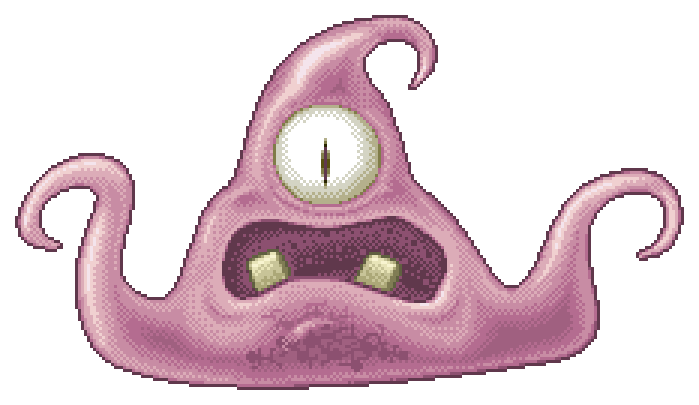
Một con quái vật được vẽ bằng nghệ thuật pixel

Bảng màu hạn chế được thực hiện trong nghệ thuật pixel thường thúc đẩy việc phối màu để đạt được các sắc thái màu khác nhau, nhưng do bản chất của hình thức nghệ thuật này mà việc này thường thực hiện hoàn toàn bằng tay, nhưng hầu hết các phần mềm đặc biệt hướng tới nghệ thuật pixel đều cung cấp tùy chọn phối màu. Xem phần Phần mềm để biết danh sách các tùy chọn. Khử răng cưa bằng tay cũng được sử dụng.
Có thể sử dụng khử răng cưa bằng tay để làm mịn các đường cong và chuyển tiếp. Một số họa sĩ chỉ làm điều này trong nội bộ, để giữ cho các đường viền rõ nét có thể đi qua bất kỳ hình nền nào. Kênh alpha PNG có thể được dùng để tạo khử răng cưa bên ngoài cho bất kỳ nền nào.

### Lưu và nén

Đẳng áp

Nghệ thuật pixel nên được lưu trữ ở định dạng tệp sử dụng nén không tổn hao, chẳng hạn như mã hóa thời lượng chạy hoặc bảng màu đã được lập chỉ mục. GIF và PNG là hai định dạng tệp thường được sử dụng nhất để lưu trữ ảnh nghệ thuật pixel. Tránh định dạng JPEG vì thuật toán nén tổn hao của nó được thiết kế để tạo ra hình ảnh có tông màu liên tục và thể hiện các hiện vật chỉ thấy được khi có phối màu.

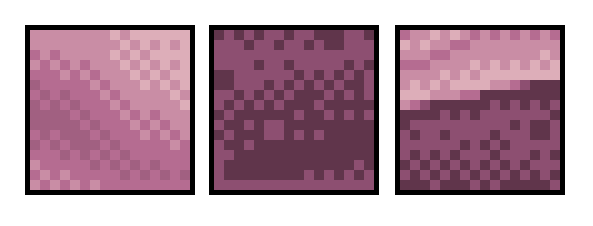
Chi tiết từ tác phẩm con quái vật. Trái: phối màu bàn cờ hai màu cơ bản. Giữa: Phối màu cách điệu với các ô vuông 2×2 pixel rải rác ngẫu nhiên. Phải: Khử răng cưa bằng tay để làm mượt các đường cong và chuyển tiếp.

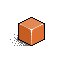
GIF (318 byte)
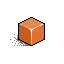
PNG (254 byte)
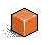
JPEG được phóng đại để hiển thị hiện vật
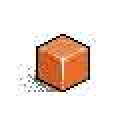
JPEG (706 byte)

### Phép chiếu

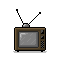
Không đẳng áp

Nghệ thuật pixel thường được chia thành hai danh mục phụ: đẳng áp và không đẳng áp. Loại đẳng áp được vẽ trong một phép chiếu gần như đẳng áp. Điều này thường thấy trong các trò chơi nhằm đem lại góc nhìn ba chiều mà không sử dụng bất kì xử lý ba chiều thực sự nào. Về mặt kỹ thuật, một góc đẳng áp sẽ là 35,264 độ so với phương ngang, nhưng điều này là tránh được vì các pixel được tạo bởi thuật toán vẽ đường sẽ không tuân theo một hình mẫu gọn gàng nào. Để khắc phục điều này, các đường có tỷ lệ pixel 1:2 sẽ được chọn, dẫn đến góc khoảng 26,57 độ (arctan 0,5). Một danh mục con là mảng số lượng, được thực hiện ở góc 1:1, mang lại góc nhìn từ trên xuống nhiều hơn. Một danh mục con khác là "góc nhìn RPG", trong đó trục x và z (dọc) được kết hợp thành một góc nhìn bên hoặc từ trên xuống. Góc nhìn này hướng về một cạnh, thay vì một đỉnh.

Nghệ thuật pixel không đẳng áp là bất kỳ tác phẩm pixel nào không thuộc danh mục đẳng áp, chẳng hạn như các góc nhìn từ trên cùng, bên cạnh, phía trước, dưới cùng hoặc góc nhìn phối cảnh.

Ví dụ về nghệ thuật pixel cận đẳng
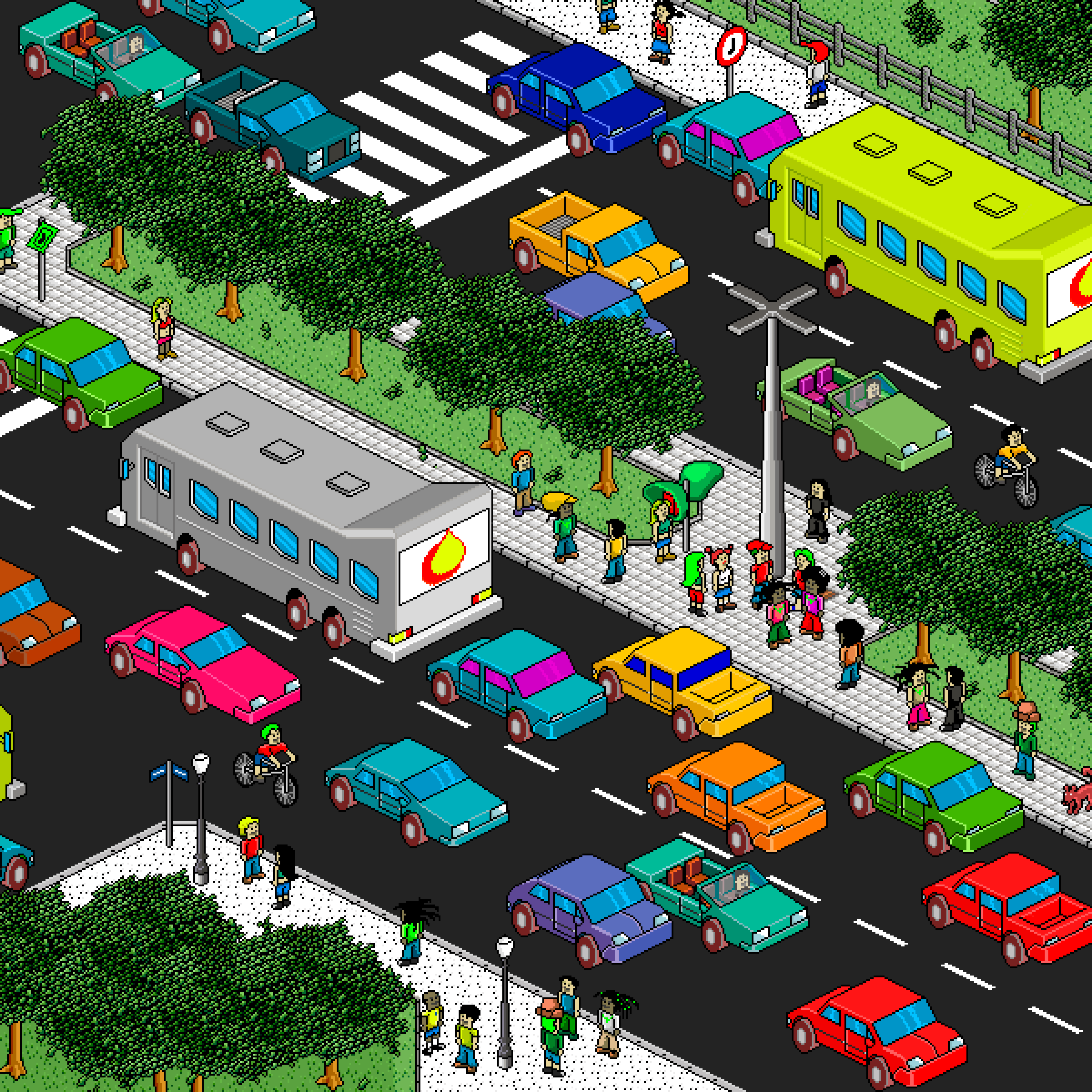
Pixcity (phóng to 4x)
PixelPlaza City

Nghệ thuật pixel không đẳng áp là bất kì nghệ thuật pixel nào không thuộc danh mục đẳng áp, chẳng hạn như các chế độ xem từ hướng trên cùng, bên cạnh, phía trước, dưới cùng hoặc các góc xem phối cảnh.

## Phần mềm
Phần mềm đáng chú ý cho nghệ thuật pixel có thể kể đến như:
- Aseprite, trình sửa bitmap.
- GrafX2, trình sửa bitmap miễn phí.
- GIMP, trình sửa đồ họa raster miễn phí với các tính năng ảnh động và nghệ thuật pixel.
- Krita, trình sửa đồ họa raster miễn phí với các tính năng hoạt hình và nghệ thuật pixel.
- Deluxe Paint, trình chỉnh sửa đồ họa độc quyền cho Amiga thường được các họa sĩ pixel demoscene sử dụng.
- Microsoft Paint, trình đồ họa raster độc quyền đi kèm với Microsoft Windows.
- Paint.net, không nên nhầm lẫn với Microsoft Paint, có thể sử dụng cho nghệ thuật pixel.